# Hylaeus inquilina
Hylaeus inquilina là một loài Hymenoptera trong họ Colletidae. Loài này được Perkins mô tả khoa học năm 1899.